# Colli Etruschi Viterbesi bianco
Il Colli Etruschi Viterbesi bianco è un vino DOC la cui produzione è consentita nella provincia di Viterbo.

## Caratteristiche organolettiche
- colore: giallo paglierino più o meno intenso
- odore: delicato, caratteristico
- sapore: secco, amabile, armonico, caratteristico

## Produzione
Provincia, stagione, volume in ettolitri
- Viterbo  (1996/97)  2388,4